# Macrolabis pilosellae
Macrolabis pilosellae är en tvåvingeart som först beskrevs av Binnie 1877.  Macrolabis pilosellae ingår i släktet Macrolabis och familjen gallmyggor. Inga underarter finns listade i Catalogue of Life.